# HMS Tiger (1913)
HMS Tiger – brytyjski krążownik liniowy z okresu I wojny światowej, jedyny okręt swojego typu. Jego projektowanie rozpoczęto w 1911 roku, opierając się na znacznie zmodyfikowanych planach jednostek typu Lion. Budowę rozpoczęto w połowie 1912 roku w stoczni John Brown and Co. w Clydebank. Zwodowany 15 grudnia 1913 roku, wszedł do służby w Royal Navy już po rozpoczęciu działań wojennych, w październiku 1914 roku.
Wcielony do 1. Eskadry Krążowników Liniowych, wziął udział w bitwie na Dogger Bank w 1915 roku i bitwie jutlandzkiej rok później. Po zakończeniu wojny pozostał w składzie floty, jako najstarszy przedstawiciel swej klasy po traktacie waszyngtońskim. Od 1924 roku służył jako artyleryjski okręt szkolny. Na krótko powrócił do pierwszej linii pod koniec lat 20., zastępując odstawionego na modernizację „Hooda”. Ostatecznie został wycofany z linii w 1931 roku i złomowany.

## Projektowanie i budowa
W wyścigu zbrojeń morskich pomiędzy Royal Navy a Kaiserliche Marine, obok coraz doskonalszych drednotów ważną rolę odgrywała nowa klasa dużych okrętów, od 1912 roku klasyfikowanych w Wielkiej Brytanii jako krążowniki liniowe (ang.: battlecruisers). Pierwszymi jednostkami tej klasy, której budowa była forsowana przez Pierwszego Lorda Morskiego Admiralicji, admirała Johna Fishera jako szybki odpowiednik nowoczesnego pancernika, były trzy okręty typu Invincible, które weszły do służby w latach 1908–1909. Następnie rozpoczęto w brytyjskich stoczniach budowę kolejnych krążowników typu Indefatigable, jako odpowiedź na powstanie w Niemczech okrętu „Von der Tann” i dwóch jednostek typu Moltke. Trzecim z kolei typem brytyjskich krążowników liniowych były trzy jednostki typu Lion, z których ostatnia, „Queen Mary” budowana była według poważnie zmodyfikowanych planów. Prasa i opinia publiczna w Wielkiej Brytanii uznała je za okręty niemal doskonałe, nadając im przydomek „Wspaniałe Koty” (ang.: Splendid Cats).
W ramach programu rozbudowy floty na rok budżetowy 1911/1912 powstały założenia projektowe pancerników typu Iron Duke oraz kolejnego, dziesiątego krążownika liniowego. Prace nad jego planami prowadził od początku 1911 roku inżynier E.L. Atwood, współprojektant typu Lion. Przyszły „Tiger” miał w porównaniu z poprzednikami zwiększone możliwości bojowe, był lepiej uzbrojony i opancerzony oraz wyposażony w dostępne wówczas nowinki techniczne. Na przełomie lipca i sierpnia pełniący urząd Głównego Konstruktora Philip Watts przedstawił Admiralicji trzy wstępne projekty, różniące się między innymi mocą przewidywanych siłowni, liczbą i kalibrem dział artylerii średniej oraz uzbrojeniem torpedowym. Admiralicja zaaprobowała jeden z nich, przedstawiający daleko idącą modyfikację „Queen Mary”, żądając jednak wprowadzenia pewnych poprawek. Po ich uwzględnieniu został on ponownie przedstawiony do akceptacji 12 grudnia 1911 roku, jednak nowy (od 25 października) Pierwszy Lord Admiralicji, Winston Churchill, uznał, że proponowana moc siłowni jest niewystarczająca i ponownie skierował projekt do poprawy. Ostatecznie plany nowego krążownika zostały zaakceptowane 19 grudnia, a w dwa dni później ogłoszono przetarg na jego budowę. Wygrała go stocznia John Brown and Co. w Clydebank, otrzymując 4 kwietnia 1912 roku (wstępną decyzję o zwycięzcy przetargu podjęto w Admiralicji 2 marca) zamówienie na okręt.
W niektórych starszych źródłach pojawia się informacja, że w planach na kolejny rok budżetowy przewidziano budowę bliźniaczej jednostki „Tigera”, która miała otrzymać nazwę „Leopard”, a prace nad którą zarzucono wkrótce po odejściu Fishera ze stanowiska.

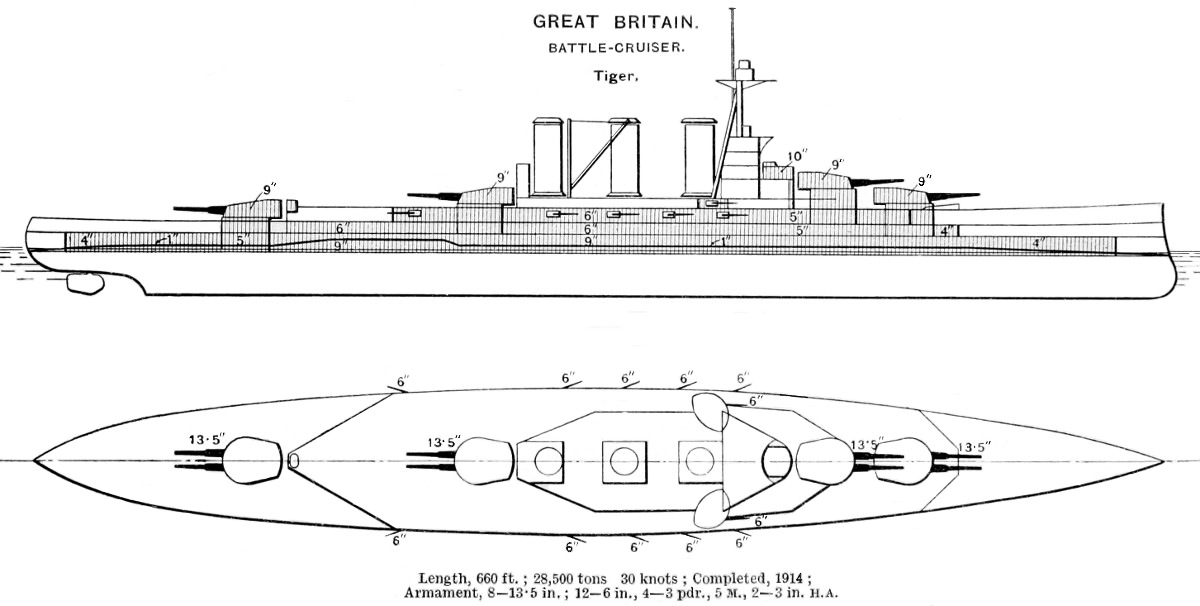
Rysunek HMS „Tiger”

W tym samym czasie stocznia Vickersa w Barrow-in-Furness otrzymała od Marynarki Wojennej Imperium Japońskiego zamówienie na opracowanie projektu i budowę pierwszego krążownika liniowego dla floty cesarskiej. Budowany w latach 1911–1913 „Kongō” prezentował sobą nową jakość w konstrukcji okrętów tej klasy, będąc w chwili ukończenia największym okrętem wojennym świata. Jego sylwetka, a zwłaszcza rozmieszczenie wież artylerii głównej, były bardzo zbliżone do układu prezentowanego przez „Tigera”, co według niektórych autorów (powtarzających tezę rocznika Jane’s Fighting Ships) sugeruje, że konstruktorzy Admiralicji pracowali pod wpływem japońskiego projektu Vickersa. Część źródeł prezentuje z kolei możliwość odwrotną, że to projektanci Vickersa wykorzystali w swojej pracy założenia konstrukcyjne najnowszego krążownika Royal Navy, część zaś, iż obie konstrukcje powstały jako niezależne modyfikacje projektu typu Lion.
Stępkę pod krążownik położono 20 czerwca 1912 roku, a wodowanie miało miejsce 15 grudnia 1913 roku. Wzrastające napięcie międzynarodowe spowodowało przyspieszenie prac wykończeniowych i wejście „Tigera” do linii w dwa miesiące po wybuchu I wojny światowej, 3 października 1914 roku. Koszty budowy wyniosły 2 100 000 funtów. Pośpiech spowodował skrócenie prób morskich i próby prędkości na mili pomiarowej przeprowadzono już po wejściu do służby. Pierwszym dowódcą okrętu został komandor Henry B. Pelly.

## Opis konstrukcji

### Charakterystyka ogólna
„Tiger” miał długość całkowitą 214,72 m, między pionami 201,3 m, zaś na konstrukcyjnej linii wodnej 212,9 m (inne źródła podają długość całkowitą 214,6 m a między pionami 201,2 m). Przy szerokości maksymalnej 27,6 m (według innego źródła 27,5 m) miał rzeczywistą wyporność normalną wynoszącą 28 430 ton angielskich (ts), pełną 33 260 ts a głęboką 35 710 ts. W porównaniu do jednostek typu Lion oznaczało to wzrost o ponad 3500 ton. Zanurzenie przy wyporności konstrukcyjnej wynosiło średnio 8,68 m, wysokość metacentryczna 1,37 m i 1,92 m przy wyporności pełnej i maksymalnym zapasie paliwa, projektowana wysokość wolnej burty 9,14 m na dziobie, 7,47 m na śródokręciu i 5,79 m na rufie. Konstrukcja krążownika wykonana była ze stali okrętowej oraz stali o podwyższonej wytrzymałości łączonej przy pomocy nitowania do wzdłużno–poprzecznego układu wiązań. Kadłub podzielony był systemem grodzi wodoszczelnych na 23 przedziały wodoszczelne. Podwójne dno obejmowało 79% długości całkowitej okrętu. Dla poprawienia stateczności zainstalowano stępki przechyłowe długości 90,52 m i maksymalnej szerokości 1,12 m. Powierzchnia każdej wynosiła 118,45 m².
W porównaniu z okrętami typu Lion, „Tiger” miał zmienioną konfigurację wież artylerii głównej. Wieża artyleryjska, umieszczona na poprzednikach na śródokręciu, została przesunięta w kierunku rufy, za ostatni komin, dzięki czemu, poza uzyskaniem lepszego pola ostrzału, uzyskano również bardziej zwartą i bojową sylwetkę. Pozostawiono ją jednak w pewnym oddaleniu od wieży rufowej, by zapobiec ich zniszczeniu pojedynczym pociskiem. Wiązało się to ze zmianą rozmieszczenia pomieszczeń siłowni: wszystkie kotłownie zostały zgrupowane na śródokręciu, za nimi znalazły się pomieszczenia wieży artyleryjskiej, a dalej w kierunku rufy maszynownie. W projekcie przewidziano instalację na krążowniku zbiorników przeciwprzechyłowych, ale po próbach przeprowadzonych na jednym z pancerników zrezygnowano z nich z powodu ich znikomej skuteczności.
Projektowana załoga wynosiła 1109, po wejściu do służby 1121, zaś pod koniec wojny 1459 oficerów, podoficerów i marynarzy.

### Urządzenia napędowe
„Tiger” był napędzany przez dwa podwójne zespoły turbin parowych systemu Brown-Curtis (budowanych w Wielkiej Brytanii na licencji amerykańskiej firmy Curtis). Każdy zespół składał się z turbiny wysokiego i niskiego ciśnienia. Zespoły turbin były umieszczone w dwóch przedziałach maszynowni długości 19,5 m, położonych obok siebie i rozdzielonych wzdłużną grodzią. Za nimi znajdowały się dwa przedziały długości 14 m, mieszczące kondensatory i mechanizmy pomocnicze. Projektowana moc turbin wynosiła 85 000 shp (z możliwością długotrwałego przeforsowania do 108 000 shp), co miało zapewniać prędkość maksymalną 28 węzłów. Na skróconych w związku z działaniami wojennymi próbach morskich na mili pomiarowej Polperro uzyskano 91 103 shp i prędkość 28,38 węzła oraz z przeforsowaniem maszyn 104 635 shp i 29,07 węzła.
Parę do turbin zapewniało 39 kotłów wodnorurkowych typu Babcock & Wilcox, z rurkami o dużym przekroju, znajdujących się w pięciu kotłowniach długości 10,7 m każda, zgrupowanych na śródokręciu. Pierwsze cztery mieściły po osiem kotłów, ostatnia siedem. Część kotłów została przystosowana do opalania paliwem płynnym, pozostałe opalane były węglem (podczas remontu w 1924 roku wszystkie zostały przystosowane do opalania paliwem płynnym). Powierzchnia grzewcza każdego z kotłów wynosiła 15,8 m², ciśnienie robocze pary 16,5 at. Spaliny z kotłowni były usuwane przez trzy kominy o okrągłym przekroju i wysokości 24,7 m ponad konstrukcyjną linią wodną. Każda z turbin napędzała bez pośrednictwa przekładni wał napędowy, poruszający trójłopatową śrubę, przy czym zewnętrzne wały poruszane były przez turbiny wysokiego, zaś wewnętrzne niskiego ciśnienia. Średnica każdej ze śrub wynosiła 4,02 m. Krążownik był wyposażony w dwa równoległe stery.
Teoretyczny maksymalny zapas paliwa wynosił 3320 ton węgla i 3480 ton paliwa płynnego, jednak w praktyce nigdy nie przeciążano tak okrętu. Normalnie zabierano po 2450 ton każdego z paliw, co pozwalało na przepłynięcie 3270 mil morskich przy prędkości 24,75 węzła. Ze względów statecznościowych minimalny dopuszczalny zapas węgla i paliwa płynnego wynosił po 450 ton.
Wszystkie urządzenia napędowe okrętu zostały wyprodukowane w stoczni John Brown w Clydebank.

### Uzbrojenie
Artylerię głównego kalibru „Tigera” stanowiło osiem dział BL L/45 Mk V kal. 343 mm, identycznych z zastosowanymi na typie Lion. Był to ostatni okręt liniowy Royal Navy, wyposażony w artylerię o tym kalibrze. Działa zostały umieszczone w czterech pancernych wieżach artyleryjskich. Dwie („A” i „B”) znajdowały się na dziobie okrętu w superpozycji, jedna („Q”) na śródokręciu za ostatnim kominem i jedna („X”) na pokładzie rufowym. Kąt ostrzału każdej z wież wynosił 300°, zaś pełną, ośmiopociskową salwę burtową można było wystrzelić w zakresie kątów od 60 do 150° od osi symetrii kadłuba na każdą burtę. Działa były posadowione na zmodyfikowanych łożach Mk II** produkcji Vickersa, o maksymalnym kącie podniesienia 20° i zwiększonej prędkości elewacji luf. Maksymalna masa wystrzeliwanych pocisków wynosiła 636 kg. Zapas ładunków według stanów pokojowych wynosił 80 sztuk na działo, podczas wojny został zwiększony do 110 na działo.
Artylerię średniego kalibru tworzyło 12 dział BL L/45 Mk VII kal. 152 mm posadowionych na łożach wzoru P.VIII. Zostały one umieszczone po sześć na burcie w kazamatach, z których pięć znajdowało się na pokładzie górnym, a szósta jeden pokład wyżej. Dziesięć z tych dział mogło strzelać w kierunku dziobu, dwa w kierunku rufy. Zapas pocisków 6-calowych wynosił 2400 jednostek, po 200 na lufę, z których 25% stanowiły pociski przeciwpancerne. Analogicznie jak na pancernikach typu Iron Duke instalacja dział kalibru 152 mm oznaczała wyraźny wzrost siły ognia średniego kalibru, w porównaniu ze stosowanymi na wcześniejszych krążownikach liniowych działami kal. 102 mm i wskazywała na częściowe odejście od idei monokalibrowego drednota.
Jeszcze w trakcie budowy podjęto decyzję o wyposażeniu „Tigera”, jako pierwszego dużego okrętu Royal Navy, w artylerię przeciwlotniczą. Okręt otrzymał dwa szybkostrzelne działa przeciwlotnicze Mk I kal. 76 mm, zainstalowane na pokładzie po obu stronach stanowiska dowodzenia. Początkowy zapas 3-calowych pocisków przeciwlotniczych liczył 300 sztuk: 270 burzących i 30 szrapneli. W trakcie pokojowej służby po zakończeniu I wojny światowej uzbrojenie przeciwlotnicze krążownika podlegało kilkakrotnym zmianom: w 1923 roku zamontowano cztery armaty QF L/50 Mk V kal. 102 mm, z których dwie zdemontowano w listopadzie następnego roku; w styczniu 1925 roku na pokład powróciły cztery armaty 3-calowe Mk I. W 1928 roku na okręcie przeprowadzono testy pierwszych egzemplarzy 2-funtowej armaty przeciwlotniczej Vickersa (pom-pom).
Uzbrojenie uzupełniały: pojedyncze działo desantowe kal. 76 mm, dziesięć przenośnych karabinów maszynowych Lewis oraz pięć systemu Maxima. W chwili wejścia do służby „Tiger” posiadał cztery 3-funtowe działa salutacyjne Hotchkiss. Ich liczbę zmniejszono do dwóch po bitwie na Dogger Bank, a po zakończeniu wojny ponownie zwiększono do czterech. Krążownik miał również cztery podwodne wyrzutnie torped kal. 533 mm, po dwie na każdej burcie, przed pierwszą i za ostatnią wieżą artyleryjską. Zapas torped wynosił 20 sztuk.

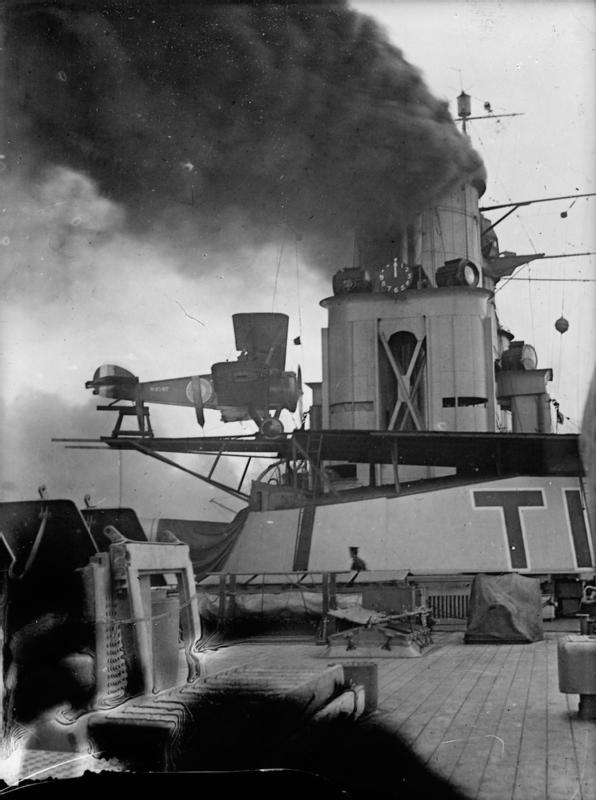
Sopwith 2F1 Camel na wieży „Q”

Pod koniec 1917 roku na dachu wieży „Q” zainstalowano platformę startową i brezentowy hangar dla myśliwca Sopwith Camel. Samolot startował z niej w kierunku tyłu wieży. „Tiger” jako jedyny z brytyjskich krążowników liniowych przenosił tylko jeden samolot, pozostałe miały po dwie platformy startowe.
Do kierowania ogniem artylerii głównej służył kalkulator artyleryjski Dreyer Table Mk IV, wykorzystujący dane uzyskiwane z centralnego dalmierza Barr & Stroud FQ2 o bazie 9 stóp (2,75 m). Centrala artyleryjska znajdowała się w, zastosowanej po raz pierwszy w brytyjskich krążownikach liniowych (równolegle takie samo rozwiązanie wprowadzono na pancernikach typu Iron Duke), pancernej wieży znajdującej się poniżej głównego stanowiska dowodzenia. Centrala rezerwowa została ulokowana w pomieszczeniu centrali torpedowej na rufie. W przypadku uszkodzenia centralnego systemu kierowania ogniem, każda wieża mogła prowadzić akcję samodzielnie, wykorzystując zamontowany w niej dalmierz tego samego typu oraz własne kalkulatory artyleryjskie. Jako pierwszy z krążowników liniowych Royal Navy, „Tiger” dysponował także dalocelownikiem – centralnym urządzeniem celowniczym, automatycznie wyliczającym nastawy dział w wieżach artyleryjskich. Znajdował się on na szczycie przedniego masztu, rezerwowy został ulokowany w rufowej centrali artyleryjskiej. Były one połączone z centralnym urządzeniem spustowym, pozwalającym zdalnie odpalać wszystkie działa z pomieszczenia kierowania ogniem. W 1917 roku na okręcie zainstalowano również centralę kierowania ogniem dział kalibru 152 mm.

### Opancerzenie
Główny pas pancerny na burcie „Tigera”, o grubości 229 mm i długości 98 m, rozciągał się na śródokręciu pomiędzy barbetami wież artyleryjskich „B” i „X”. Powyżej znajdował się pas pancerza grubości 152 mm, sięgający do kazamat artylerii średniego kalibru, poniżej pas grubości 76 mm, znajdujący się w całości poniżej konstrukcyjnej linii wodnej i mający chronić burty przed uderzeniami pocisków wpadających do wody w pewnej odległości od kadłuba. W kierunku dziobu i rufy pas pancerny zmniejszał swą grubość do 127 mm na wysokości skrajnych wież artyleryjskich i 102 mm w rejonie dziobu i rufy. Pancerz burtowy chronił kadłub na długości 196,7 m (91,66% długości okrętu) i miał wysokość dochodzącą do 9,22 m. Opancerzenie poziome krążownika tworzyły cztery pokłady pancerne: dziobowy, górny, główny i dolny, o łącznej maksymalnej grubości od 51 do 76 mm.
Wieże artyleryjskie były osłonięte pancerzem o maksymalnej grubości 229 mm w części czołowej i osadzone na pancernych barbetach o grubości do 229 mm. Kazamaty artylerii średniej chronione były pancerzem burtowym, mającym grubość do 152 mm. Główne stanowisko dowodzenia ulokowane w nadbudówce dziobowej było chronione pancerzem o grubości do 254 mm. Podobnie jak wszystkie wcześniejsze krążowniki liniowe, także „Tiger” nie miał ciągłej wzdłużnej grodzi przeciwtorpedowej, pancerne przegrody mające na celu ochronę podwodnej części okrętu przed skutkami wybuchu torped, o grubości od 25 do 64 mm, zainstalowano jedynie w rejonie komór amunicyjnych wież artylerii głównej. Poza tym krążownik posiadał na wyposażeniu sieci przeciwtorpedowe na wytykach, które mogły być używane w czasie postoju bądź przy poruszaniu się z małymi prędkościami. Jednak, z uwagi na problematyczną skuteczność, zostały one usunięte z okrętu w 1916 roku. Po bitwie jutlandzkiej pancerz poziomy „Tigera” (i pozostałych starszych krążowników liniowych) został wzmocniony dodatkową warstwą grubości 1 cala (25,4 mm), zainstalowaną na dachach i wokół barbet wież artyleryjskich oraz ponad maszynownią.
Całość pancerza wykonana była ze stali pancernej Kruppa: utwardzanej powierzchniowo (Krupp Cemented – KC), nieutwardzanej (Krupp Non-Cemented – KNC) oraz stali konstrukcyjnej o zwiększonej wytrzymałości na rozciąganie (High Tensile – HT).

## Służba operacyjna
Wybuch I wojny światowej spowodował przyspieszone włączenie „Tigera” do służby w Royal Navy, co nastąpiło oficjalnie 3 października 1914 roku. Przez kilka kolejnych tygodni wciąż pracowały na nim ekipy stoczniowców, przeprowadzających ostatnie roboty wykończeniowe i usuwających wykryte w pierwszych dniach eksploatacji usterki. Krążownik został włączony do 1. Eskadry Krążowników Liniowych (ang.: 1st Battlecruiser Squadron, 1 BCS) Grand Fleet, dowodzonej przez wiceadmirała Davida Beatty’ego. Dołączył do niej 6 listopada 1914 roku, po ukończeniu przyspieszonego i skróconego programu prób morskich. Dla ukrycia faktu wzmocnienia Grand Fleet przez najnowszy krążownik liniowy, Admiralicja zakupiła od American Line parowiec pasażerski „Merion”, który został poddany przebudowie, by sylwetką naśladować „Tigera” i wysłany na Morze Śródziemne, w rejon Dardaneli.
Pierwszą akcją bojową okrętu, nie zakończoną jednak spotkaniem z przeciwnikiem, była próba przechwycenia niemieckich krążowników liniowych bombardujących Scarborough, Hartlepool i Whitby 16 grudnia 1914 roku. Cztery krążowniki liniowe admirała Beatty’ego i sześć drednotów 2. Eskadry Pancerników wiceadmirała George’a Warrendera, wspomagane przez siły lekkie, miały dzięki danym uzyskanym z przechwyconych i rozszyfrowanych niemieckich depesz radiowych doskonałą okazję do zaatakowania na korzystnych dla siebie warunkach eskadry kontradmirała Hippera. Nie została ona wykorzystana z powodu nadmiernej ostrożności i błędów w dowodzeniu, co więcej, omal nie doszło do natknięcia się Brytyjczyków na przeważające siły Hochseeflotte.

### Bitwa na Dogger Bank

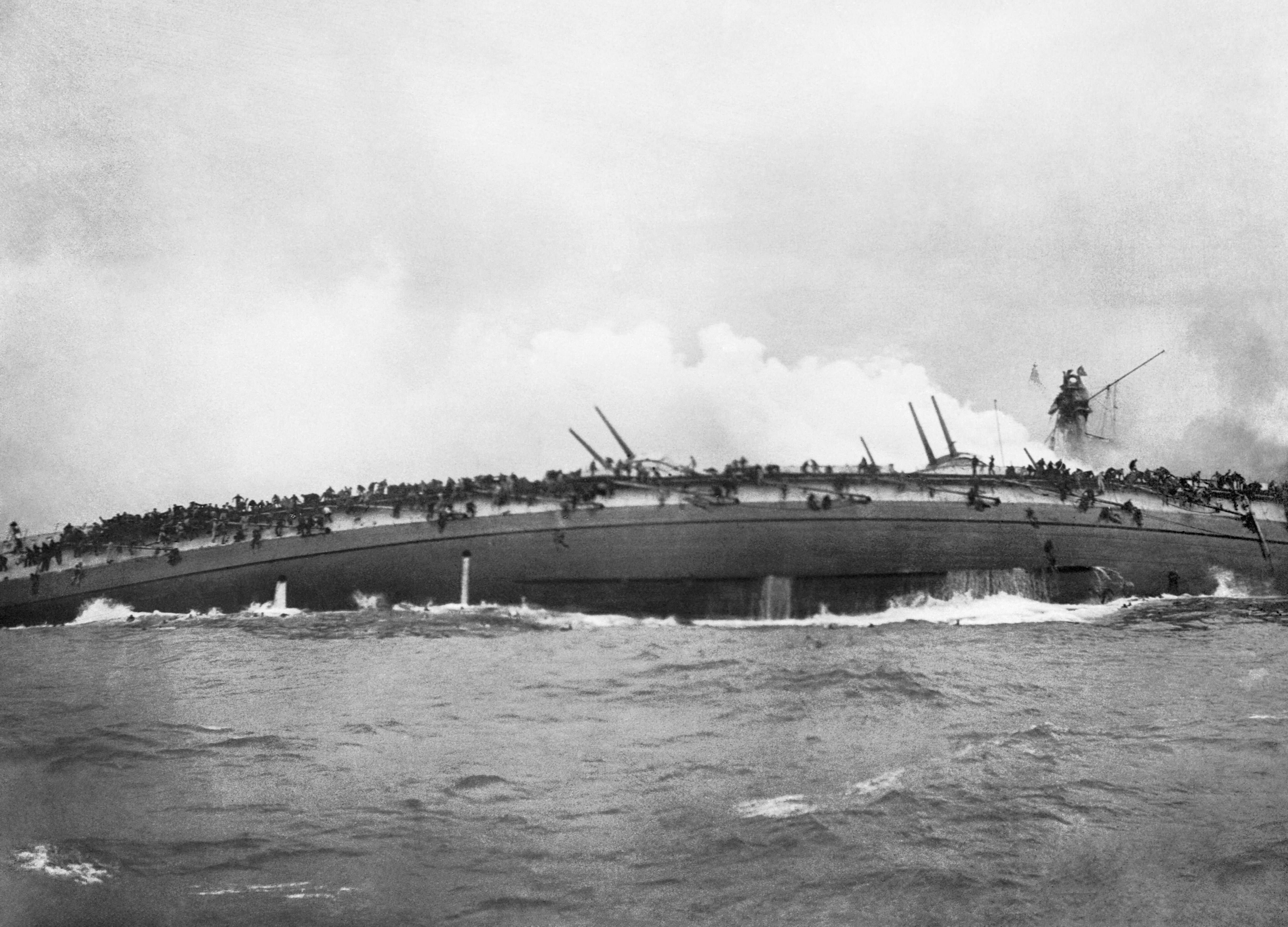
Tonący krążownik pancerny „Blücher”

W styczniu 1915 roku niemieckie dowództwo postanowiło zaatakować okręty brytyjskie patrolujące rejon Dogger Bank. Dowodzący wówczas Hochseeflotte admirał Friedrich von Ingenohl powierzył to zadanie 1. Grupie Rozpoznawczej kontradmirała Hippera, wzmocnionej czterema krążownikami lekkimi 2. Grupy Rozpoznawczej i 18 niszczycielami osłony. Eskadra niemiecka opuściła kotwicowisko 23 stycznia. Obok trzech krążowników liniowych („Seydlitz”, „Derfflinger” i „Moltke”) znalazł się w niej krążownik pancerny „Blücher”, wolniejszy i słabiej uzbrojony od pozostałych okrętów. Miały one zaatakować brytyjskie trawlery, łowiące ryby w rejonie ławicy oraz ich ewentualną eskortę. Dzięki wykryciu i rozszyfrowaniu niemieckich sygnałów radiowych brytyjska Admiralicja miała rozeznanie w planie działania i ruchach okrętów admirała Hippera. Przeciwko nim zostały wysłane krążowniki liniowe 1. i 2. Eskadry Krążowników Liniowych dowodzone przez admirała Davida Beatty’ego, 2. Eskadra Krążowników Lekkich komodora Williama Goodenougha oraz okręty Harwich Force komodora Reginalda Tyrwhitta. Ogółem dysponowali oni pięcioma krążownikami liniowymi („Lion”, „Tiger”, „Princess Royal”, „New Zealand”, „Indomitable”), siedmioma krążownikami lekkimi i 35 niszczycielami.
Okręty obydwu stron nawiązały kontakt wzrokowy o godzinie 7.14 rano 24 stycznia 1915 roku. Brytyjskie krążowniki liniowe otworzyły ogień o 9.05, jako pierwszy cel obierając pozostającego w tyle za resztą eskadry niemieckiej „Blüchera”. W wyniku skoncentrowanego ognia krążownik pancerny zatonął o 12.13 wraz z 792 członkami załogi. Skupienie się Brytyjczyków na zniszczeniu najsłabszego z niemieckich okrętów pozwoliło pozostałym oderwać się od przeciwnika. Poważnie uszkodzony został „Seydlitz”, ponadto trafione zostały „Derfflinger” oraz lekki krążownik „Kolberg”. Po stronie brytyjskiej poważne uszkodzenia odniósł „Lion” i jeden z niszczycieli, lżejsze „Tiger”.
Ten ostatni rozpoczął walkę płynąc jako drugi w szyku brytyjskich krążowników liniowych, za flagowym „Lionem”, a po jego uszkodzeniu płynął na czele floty. W fazie pościgowej celem dla artylerzystów „Tigera” był ostatni w szyku niemieckim „Blücher”. W następnej fazie, wskutek błędnej interpretacji sygnału o podziale celów, rozpoczęli oni wraz z okrętem flagowym ostrzał „Seydlitza”, zamiast przydzielonego „Moltkego”, później przenieśli ogień na „Derfflingera”. Ogółem w całym boju „Tiger” wystrzelił w stronę niemieckich okrętów 355 pocisków kalibru 343 mm i 268 kalibru 152 mm oraz dwie torpedy w „Blüchera”. Poza trafieniami z małej odległości w unieruchomiony już krążownik pancerny, odnotowano jedynie po jednym prawdopodobnym trafieniu w „Seydlitza” i „Derfflingera”. Brytyjski okręt został z kolei sześciokrotnie trafiony pociskami ciężkiej artylerii: uderzenie w dach wieży „Q” wyłączyło ją z akcji, inne zniszczyło przewody komunikacyjne głównego stanowiska dowodzenia, pozbawiając okręt centralnego systemu kierowania ogniem. Zginęło dziewięciu marynarzy i jeden z oficerów, rannych zostało dalszych jedenastu członków załogi.
O ile brytyjska opinia publiczna uznała bitwę na Dogger Bank za zwycięstwo, a admirała Beatty’ego za nowego Nelsona, to Admiralicja oceniła ją raczej nisko. Szczególnie źle w tej ocenie wypadli artylerzyści „Tigera”, dysponującego nowoczesnym systemem kierowania ogniem i najnowocześniejszego spośród krążowników liniowych. Częściowo wyjaśniano to koniecznością przejścia w wyniku uszkodzeń na indywidualne celowanie każdej z wież, przy słabo wyszkolonej załodze, która nigdy wcześniej nie ćwiczyła strzelania do ruchomego celu przy dużych prędkościach. Z kolei komandorowi Pelly’emu zarzucono złe zrozumienie rozkazu o podziale celów i brak własnej inicjatywy w działaniach, co skutkowało zaniechaniem przez Brytyjczyków pościgu za uchodzącym Hipperem. Za słabe wyniki swych podwładnych utracił stanowisko oficer artyleryjski krążownika, komandor porucznik Bruce-Gardyne. Dowódcę okrętu od dymisji uchroniło poparcie, jakiego udzielił mu admirał Beatty. Z powodu uszkodzeń odniesionych w czasie bitwy na Dogger Bank krążownik został skierowany do stoczni dla dokonania niezbędnych napraw. W skład 1. Eskadry powrócił 8 lutego 1915 roku.

### Bitwa jutlandzka
Po bitwie na Dogger Bank nowe dowództwo Hochseeflotte zrezygnowało z wykorzystywania w akcjach bojowych dużych okrętów nawodnych, koncentrując się na działaniach U-Bootów. W efekcie także Grand Fleet, a wraz z nią eskadra admirała Beatty’ego, zamiast działań bojowych, skupiła się na prowadzeniu manewrów, pozostając w gotowości na wypadek ewentualnego ataku. Pod koniec 1915 roku „Tiger” został wysłany do stoczni na remont, podczas którego między innymi przebudowano jego nadbudówkę dziobową i zmieniono stanowiska reflektorów bojowych. 25 kwietnia 1916 roku wyszedł w morze wraz z pozostałymi okrętami Grand Fleet, bezskutecznie ścigając niemieckie krążowniki liniowe powracające do bazy po bombardowaniu Lowestoft.
Kolejną bitwą, w której wziął udział „Tiger” była bitwa jutlandzka (w Niemczech znana jako bitwa na Skagerraku) w dniach 31 maja i 1 czerwca 1916 roku. Doszło do niej na skutek niemal równoczesnego podjęcia akcji zaczepnych przez Hochseeflotte i Grand Fleet. Krążowniki liniowe obydwu stron stanowiły awangardy zespołów floty i starły się jako pierwsze. Admirał Beatty dysponował w podległych mu 1. i 2. Eskadrze Krążowników Liniowych sześcioma okrętami tej klasy (flagowy „Lion”, „Tiger”, „Queen Mary”, „Princess Royal”, „New Zealand” oraz „Indefatigable”), transportowcem wodnosamolotów, 14 krążownikami lekkimi i 27 niszczycielami. W ślad za nimi podążały cztery nowoczesne drednoty typu Queen Elizabeth 5. Eskadry Pancerników wiceadmirała Hugh Evan-Thomasa. „Tiger” otrzymał dodatkowe zadanie: miał powtarzać sygnały kodu flagowego z „Liona”, aby były dobrze widoczne na pancernikach 5. Eskadry.
Podobnie jak podczas bitwy na Dogger Bank, dowódcy poszczególnych krążowników błędnie zinterpretowali rozkaz admirała Beatty’ego o podziale celów. W rezultacie „Tiger” rozpoczął bitwę ostrzeliwując „Moltke”, na którym skoncentrował ogień również „New Zealand”, pozostawiając zupełnie nie niepokojony inny niemiecki okręt, „Derfflinger”. I tym razem niemieccy artylerzyści wykazali się większą skutecznością. Już w pierwszej fazie starcia „Tiger” został trafiony czterema ciężkimi pociskami a Royal Navy straciła dwa ze swych krążowników liniowych: po eksplozji komór amunicyjnych zatonęły wraz z niemal całymi załogami „Indefatigable” i „Queen Mary” (później los ten spotkał również „Invincible” z 3. Eskadry Krążowników Liniowych). Po dostaniu się pod ostrzał głównych sił Hochseeflotte admirał Beatty postanowił oderwać się od przeciwnika, chcąc wciągnąć go pod ogień okrętów Grand Fleet.
„Tiger” rozpoczął bitwę jako czwarty w szyku, tuż za „Queen Mary”. Po eksplozji poprzedzającego okrętu musiał wykonać gwałtowny zwrot, by ominąć tonący wrak. Po zmianie kursu brytyjskich krążowników liniowych na północny, gdy „Tiger” był już zbyt odległy od pancerników 5. Eskadry, komandor Pelly uznał dalsze przekazywanie im rozkazów z „Liona” za bezcelowe. Nie podjął go po kolejnym zwrocie, co spowodowało opóźnione wejście tychże do walki. W następnej fazie bitwy brytyjskie krążowniki liniowe ostrzelały zespół niemieckich przeddrednotów. Uszkodzenia dalocelownika i dwóch wież artylerii głównej, a następnie zacięcie trzeciej były przyczyną znikomej skuteczności „Tigera”: ogółem w czasie bitwy jutlandzkiej jego artyleria wystrzeliła 303 pociski kalibru 343 mm odnotowując jedynie trzy trafienia: jedno na „Moltke” i dwa na „Von der Tannie” oraz 136 kalibru 152 mm, głównie do krążownika lekkiego „Wiesbaden”. Sam „Tiger” został trafiony 15 pociskami dużego kalibru i trzema średniego (w źródłach występuje też inna liczba trafień ciężkimi pociskami, od 14 do 17), które spowodowały uszkodzenia między innymi dwóch wież artylerii głównej oraz śmierć 24 i ranienie 46 (według innych źródeł 37) członków załogi.
3 czerwca „Tiger” został wprowadzony do doku stoczni w Rosyth. Naprawy odniesionych uszkodzeń ukończono 2 lipca 1916 roku. Po ponownym dołączeniu do Grand Fleet nowym dowódcą okrętu został komandor Rudolph W. Bentinck, a do czasu powrotu do linii poważnie uszkodzonego „Liona”, admirał Beatty podnosił na „Tigerze” swą flagę.

### Służba do zakończenia wojny
19 sierpnia 1916 roku „Tiger” wraz z innymi okrętami Grand Fleet brał udział w nieudanej próbie przechwycenia niemieckich okrętów na Morzu Północnym. Pomimo że oba zespoły znajdowały się w pewnej chwili jedynie 40 mil morskich od siebie, żaden nie zaobserwował obecności przeciwnika i obie floty powróciły do baz. Od 10 listopada 1916 roku do 29 stycznia 1917 roku krążownik przechodził kolejny remont w Rosyth. Zainstalowano wtedy dodatkowe opancerzenie pokładów: jednocalowe (25,4 mm) płyty pancerne o łącznej masie 179 ton. 16 listopada 1917 roku „Tiger” znajdował się w składzie zespołu osłonowego dowodzonego przez wiceadmirała Williama Pakenhama podczas drugiej bitwy koło Helgolandu, nie biorąc bezpośredniego udziału w wymianie ognia.
Od tej pory do zakończenia wojny „Tiger” nie uczestniczył w akcjach bojowych Royal Navy. Czas służby dzielił pomiędzy patrole, ćwiczenia i kolejne modernizacje: systemu kierowania ogniem, wyposażenia lotniczego, radiowego i pomocniczego. Po rozejmie w Compiègne, kończącym działania wojenne, w składzie 1. Eskadry Krążowników Liniowych eskortował poddające się okręty Hochseeflotte w drodze do Scapa Flow, gdzie większość z nich została zatopiona przez własne załogi 21 czerwca 1919 roku.

### Dwudziestolecie międzywojenne
Od kwietnia 1919 roku „Tiger” wchodził w skład Eskadry Krążowników Liniowych Floty Atlantyckiej. Do czasu wejścia do służby „Hooda” pełnił funkcję jej okrętu flagowego. W ramach redukcji kosztów utrzymania okrętów w okresie pokoju już w sierpniu został odstawiony do rezerwy. Przywrócono go do linii w maju 1920 roku i wraz z „Hoodem” wysłano na Bałtyk, w ramach antybolszewickich sił interwencyjnych. Brytyjski zespół opuścił Portsmouth 30 maja, w drodze do Rewla wizytując porty szwedzkie. Wobec zmiany polityki Wielkiej Brytanii wobec Rosji Radzieckiej, okręty wkrótce odwołano na wody macierzyste. W drodze powrotnej zawinęły między innymi do Christianii. W listopadzie tegoż roku „Tiger” zderzył się z pancernikiem „Royal Sovereign”, powodując poważne uszkodzenie tego ostatniego. W grudniu przeszedł remont w stoczni marynarki w Devonport, a 22 sierpnia 1921 roku został ponownie odstawiony do rezerwy.
W trakcie ogromnej redukcji floty liniowej na skutek postanowień traktatu waszyngtońskiego, „Tiger” został poddany modernizacji w stoczni w Rosyth. Rozpoczęła się ona w marcu 1922 roku, a 14 lipca 1924 roku został ponownie wcielony do służby jako oceaniczny artyleryjski okręt szkolny, z portem macierzystym Portsmouth. Pełnił tę służbę do czerwca 1929 roku, gdy po kolejnym remoncie powrócił do linii w składzie Eskadry Krążowników Liniowych Floty Atlantyckiej, dla zastąpienia poddawanego modernizacji krążownika liniowego „Hood”. Po jego ponownym włączeniu do służby „Tiger” został, zgodnie z postanowieniami traktatu londyńskiego z 1930 roku, wycofany z linii. Nastąpiło to 28 kwietnia 1931 roku. 15 maja przeniesiono go do rezerwy, a 26 lipca (według jednego ze źródeł 30 marca) skreślono z listy floty i przeznaczono do zezłomowania. W lutym (według innego źródła 7 marca) 1932 roku został sprzedany firmie rozbiórkowej T.W. Ward. Po rozbrojeniu w Rosyth kadłub okrętu został przeholowany do stoczni złomowej w Inverkeithing i tam ostatecznie rozebrany.